# Ignacio Ameli
Ignacio Nicolás "Nacho" Ameli (Rosario, 29 de março de 1992) é um futebolista argentino, que atua pelo time sub-19 do Sporting. Jogou também no time sub-17 do Sporting Cristal e na mesma formação da equipe verde e branca de Lisboa.